# Romang
Romang o Roma (indonesiano: Pulau Romang) è un'isola dell'Indonesia situata nel Mar di Banda che fa parte delle Isole Barat Daya. Amministrativamente fa parte della Provincia di Maluku.
Situata ad est dell'isola Wetar, Romang ha una superficie di 168,2 km quadrati e uno sviluppo costiero di 66,5 km. L'interno è prevalentemente montuoso (altezza massima: 747 metri sopra il livello del mare).
Fra le attività si segnala la coltivazione di riso, palma da cocco e la pesca. La principale città dell'isola è Hila.